# Frontstalag 142
Le Frontstalag 142, abrégé en FS 142, était un camp de prisonniers de l'armée allemande, qui exista sous le régime nazi. Il était installé dans la caserne Vauban, à Besançon dans le Doubs, et fonctionna de juin 1940 à mai 1941. À partir de décembre 1940, il devient un ilag (détention de civils).

## Histoire
Lors de la bataille de France, Besançon est occupée le 16 juin 1940. Après l'armistice, la ville se trouve dans la zone occupée, à une cinquantaine de kilomètres de la ligne de démarcation.
L'Allemagne créée une centaine de camps pour les prisonniers de guerre, appelés frontstalags. En général, ces camps étaient installés dans des casernes, quartiers militaires ou autres bâtiments à vocation militaire.
Aménagé dans la caserne Vauban, le frontstalag de Besançon est l'un des quatre camps de prisonniers en Franche-Comté avec ceux de Vesoul (n°141), Belfort (n°140) et Giromagny (n°137). À partir de juin 1940, quelques milliers de soldats français sont internés. Ils seront envoyés en Allemagne pour libérer le camp qui est dédié aux détenus civils. En décembre 1940, 3900 ressortissants britanniques, arrêtés par la police française, sur ordre des autorités allemandes, arrivent à Besançon. Ils viennent de la Région parisienne et de Province et, parmi eux on dénombre 417 religieuses. Environ 500 d'entre eux (femmes enceintes ou avec bébés, vieillards, malades) sont dirigés vers l'hôpital Saint-Jacques. Un millier de détenus sont raidement renvoyés chez eux, ce qui fait que la caserne ne détient plus que 2400 personnes au début de l'année 1941. Le camp de Besançon se révèle particulièrement insalubre ; la nourriture et l'hygiène manquent cruellement et d'autres problèmes liés aux conditions de vie s'y ajoutent comme le surpeuplement et le froid.    
Les libérations se poursuivent au fil de l'eau jusqu'en mai 1941, date de fermeture du camp. Les 1500 détenus restant sont transférés à l'ilag de Vittel. Des troupes allemandes prennent possession des lieux.    
La ville de Besançon est libérée le 6 septembre 1944 par les 3e division d'infanterie et 45e division d'infanterie. De 1944 à 1946, la caserne est utilisée comme hôpital par les Américains. En 2016, elle est en grande partie rasée pour permettre la réalisation d'un programme immobilier.    